# Pixel Watch
La Pixel Watch ou Google Pixel Watch est une montre connectée développée par Google, fonctionnant sous le système d’exploitation Wear OS.
Elle fait partie de la gamme Google Pixel et a été présentée pour la première fois le 11 mai 2022, lors du discours d’ouverture de la conférence Google I/O. La montre se distingue par son écran rond en forme de dôme et par son intégration poussée avec Fitbit (propriété de google depuis 2021).
La Pixel Watch a été commercialisée le 13 octobre 2022 et a été remplacée le 12 octobre 2023 par la Pixel Watch 2.

## Description
La Pixel Watch est la première montre connectée fabriquée par Google, bien que l’entreprise développe Wear OS depuis 2014, un système d’exploitation conçu pour les smartwatch.
La montre est équipée d’un écran OLED de 1,2 pouce avec un mode Always-on. Elle se distingue par son design rond, avec un verre aux bords très incurvés de type Gorilla Glass 5. Son poids est de 35,8 g.
La Pixel Watch a été lancée dans un format unique de 41 mm, au prix de 379 € (429 € avec l’option 4G LTE).
La montre est compatible uniquement avec un smartphone Android (version 8.0 ou ultérieure) et doit être configurée via l’application Google Watch.

## Fonctionnalités
La montre intègre des fonctionnalités de santé et de remise en forme, fournies par Fitbit, avec plus de 40 modes d’entraînement. Il est nécéssaire de souscrire a un abonnement Fitbit Premium pour utiliser la majorité des fonctionnalités d'entraînement.
Elle dispose également d’une puce NFC pour les paiements sans contact et embarque plusieurs applications de Google, dont Google Maps, Google Wallet, Google Photos, Google Home et YouTube Music.
La mise à jour Wear OS 5 introduit le contrôle de l’appareil photo du smartphone directement depuis la montre, ainsi qu’une nouvelle interface pour la lecture de la musique.